# Emmanuel Mbella
Emmanuel Mbella (Édéa, 18 giugno 1992) è un ex calciatore francese con cittadinanza camerunese, di ruolo centrocampista o attaccante.

## Carriera

### Club
Il 14 gennaio 2019 viene acquistato a titolo definitivo dalla squadra macedone del Renova.